# Чанги (музикален инструмент)
 Тази статия е за музикалния инструмент Чанги.  За други значения вижте Чанги.  
Ча̀нги (на грузински: ჩანგი) е традиционен грузински арфов струнен музикален инструмент. Сванетите го наричат още ши-меквше, което означава „счупена ръка“.
Той е сред най-старите кавказки инструменти, познат още от 4 век. Струните, които са 6 или 7, се изработват от конски косми или от коприна. Състои се от продълговат правоъгълен корпус, оформен в полуцилиндрична форма, с дължина между 440 и 720 mm и ширина 110 – 195 mm. Към него, най-често под прав ъгъл, е закрепена богато резбована права или леко извита шийка, с напречни дървени пластини и ключове за натягане на струните. В хоризонталната част има същия брой дупки, колкото са ключовете. През всеки отвор преминава съответната струна, която се затяга здраво на външната част на корпуса. Декът с резонаторното отверстие е свързан към корпуса, обикновено прикован или залепен. Инструментът се изработва само от иглолистни дървесни видове.
При свирене чанги се държи на коленете с шийката надясно. С дясната ръка струните се дърпат от външната страна, а с лявата – от вътрешната. Звукът е тих, като на инструмента могат да се свирят както отделни звуци, така и съзвучия от 2 – 3 звука. Редът е f – g – а – h – с1 – d1 или е – f – g – а – h – с1 – d1.
Като народен инструмент се е съхранил само във високопланинската историческа област Сванетия в северозападна Грузия. Приема се като инструмент на скръбта. Обикновено на него се свири за да се облекчи нечия мъка. Освен това един или повече инструменти се използват като фон при разказване на легенди, или като акомпанимент на вокални изпълнения. Чанги рядко се включва в народните оркестри, а когато това се прави, обикновено е в комбинация с друг музикален инструмент – чунири.
Чанги е тясно свързан с други арфови инструменти от Западна Азия и се смята, че всички те са разработени по едно и също време, като наследници на шумерската арфа. Доста сходен е, и вероятно е свързан, с арфите от Египет, Вавилон, Иран, Китай и Гърция. Инструменти, родствени на чанги, са аюмаа в Абхазия, дуадастанон в Осетия, пигинетарко в Адигея и Краснодарския край, пшедегекуб-куа в Карачаево-Черкезия, пшина-дику-бко (пшина-рукубко или канир-кобуз) в Кабардино-Балкария, чанг (чанк) в Иран и жанк при арабите.
През 1930-те години инструментът е усъвършенстван от няколко майстора на струнни музикални инструменти. И. И. Кургули създава чанги с 16 струни от конски косми, С. Г. Тамаришвили – с 23 струни от животински черва, а К. А. Вашакидзе – три вида хроматични чанги с по 13 найлонови струни.